# 蒋母墓
蒋母墓是蒋中正母亲王采玉的墓葬，位于中国浙江省宁波市奉化区溪口镇的白岩山鱼鳞岙。墓葬始建于1921年11月，两年后新建名为“慈庵”的墓庐和“蒋母墓道”石坊，形成总长668米的墓道。1949年蒋中正离开中国大陆后，蒋母墓受到中华人民共和国政府的保护和修复，2006年成为全国重点文物保护单位。

## 历史
1913年，蒋中正之父蔣肇聰去世时，与元配徐氏和续娶孙氏合葬于溪口桃坑山。此时，蒋中正之母王采玉即告知蒋中正，将来自己不与蒋父合葬。1921年春，王采玉病重，6月14日去世，去世前再度要求另择墓地:46。当年11月，王采玉下葬，陈果夫、戴季陶等要员到场，孙中山、胡汉民、张静江等政治人物为蒋母墓题字，编有《哀思集》。1923年蒋母六十冥诞，蒋中正在墓道上修建墓庐数间，题名为“慈庵”，供奉曾祖以下历代牌位，另建墓道牌坊一座:47。每年回乡扫墓时，蒋中正多会在慈庵居住，西安事变后及离开中国大陆前往台湾前的1949年1月至4月，蒋中正也曾在此下榻。中国人民解放军占领溪口后，对蒋母墓实施保护，1956年中共中央透过章士钊向蒋中正传话，称“奉化之墓庐依然，溪口之花草无恙”。文化大革命期间的1968年，慈庵被闯入的红卫兵炸毁，1979年修复，1984年对外开放参观。此后，蔣孝勇、蒋孝严等蒋氏后裔曾到蒋母墓祭祖，至2008年底达30余次:1013-1014。

## 布局

蒋母墓平面图

蒋母墓位于溪口镇白岩山鱼鳞岙，为蒋中正聘请奉化风水师勘验确定。白岩山为雪窦山余脉，传此山形似弥勒佛，而墓穴则位于弥勒佛的肚脐上。初建时，为不压坏龙穴，仅修建了一座普通坟茔，墓庄等建筑为后来增建:46-47。墓道总长668米，由石牌坊、下轿亭、孝子亭、慈庵、方圆池、仰慈亭和墓冢组成:34。路面原为鹅卵石铺就，后改为石板路。石牌坊为三开间，横额“蒋母墓道”四字为孙中山题写:47。距石牌坊约250米为下轿亭，俗称白凉亭，为跨路亭，传蒋中正至此均下轿步行。下轿亭以上有八角亭，民间称“孝子亭”，为蒋中正念及去世的母亲裹小脚而建的休息场所:34。
墓庐位于墓冢下，建于1923年，头门刻“墓庐”，二门刻“慈庵”二字，由谭延闿题写。墓庐共有三座，均为平房。主屋五开间，正中立碑，正反面分别写有孙中山撰《祭蒋母文》和蒋中正撰《先妣王太夫人事略》，左右壁有蒋中正《哭母文》和中國國民黨中央執行委員會《慰劳蒋总司令文》，此外有从蒋中正曾祖蒋祈增到蒋中正弟弟蒋瑞青的牌位:34。东两间为蒋中正和宋美龄的居所，西两间为客房。另有作为厨房和管理用房的附属平屋六间。文化大革命期间，墓庐被红卫兵毁坏，后复建。原藏有汪精卫作志，胡汉民作铭，沈尹默书《蒋太夫人墓志铭》。由于汪精卫投靠日本，抗日战争结束后，墓志铭被蒋中正埋入土中，后在墓庐复建中被发现，但并未存留，沈尹默书法原件位于藏于台北中正纪念堂:47:35-36。
蒋母墓冢位于墓道尽头，坐南朝北。墓圈为石砌，黄土封顶，前有墓碑，碑文“蒋母之墓”为孙中山书写:34，上有横额写有“壼范足式”，意为“女中模范，完美榜样”，同为孙中山书写。墓碑旁楹联为“祸及贤慈，当日梗顽悔已晚；愧为逆子，终身沉痛恨靡涯”，署名“不孝子周泰”，为蒋中正拟，张静江书写。墓碑曾毁，现有墓碑为20世纪80年代复刻:1618。墓前拜台有“凤凰翠竹”浮雕，与蒋母出生地溪口葛竹村暗合。蒋母墓西下有仰慈亭，为后世兴建。此处为蒋中正为自己选定的墓地之一，意在“长伴母灵，侍候永久”:34。

## 保护和展示
1949年，蒋中正离开中国大陆后，中国人民解放军占领溪口，浙江省军管会主任谭震林曾派专人看管蒋母墓。1979年，中共中央拨款，修复了包括蒋母墓在内的蒋氏家族四座陵墓。此次修复还重建了文化大革命期间被拆毁的墓庐:1007。1984年12月31日，蒋母墓对外开放参观。2005年，蒋母墓与武山庙一起被列入浙江省文物保护单位。2006年第六批全国重点文物保护单位公布时，蒋母墓和文昌阁、蒋氏宗祠等建筑以“溪口镇建筑群”的名义并入第四批全国重点文物保护单位蒋氏故居。

## 图片

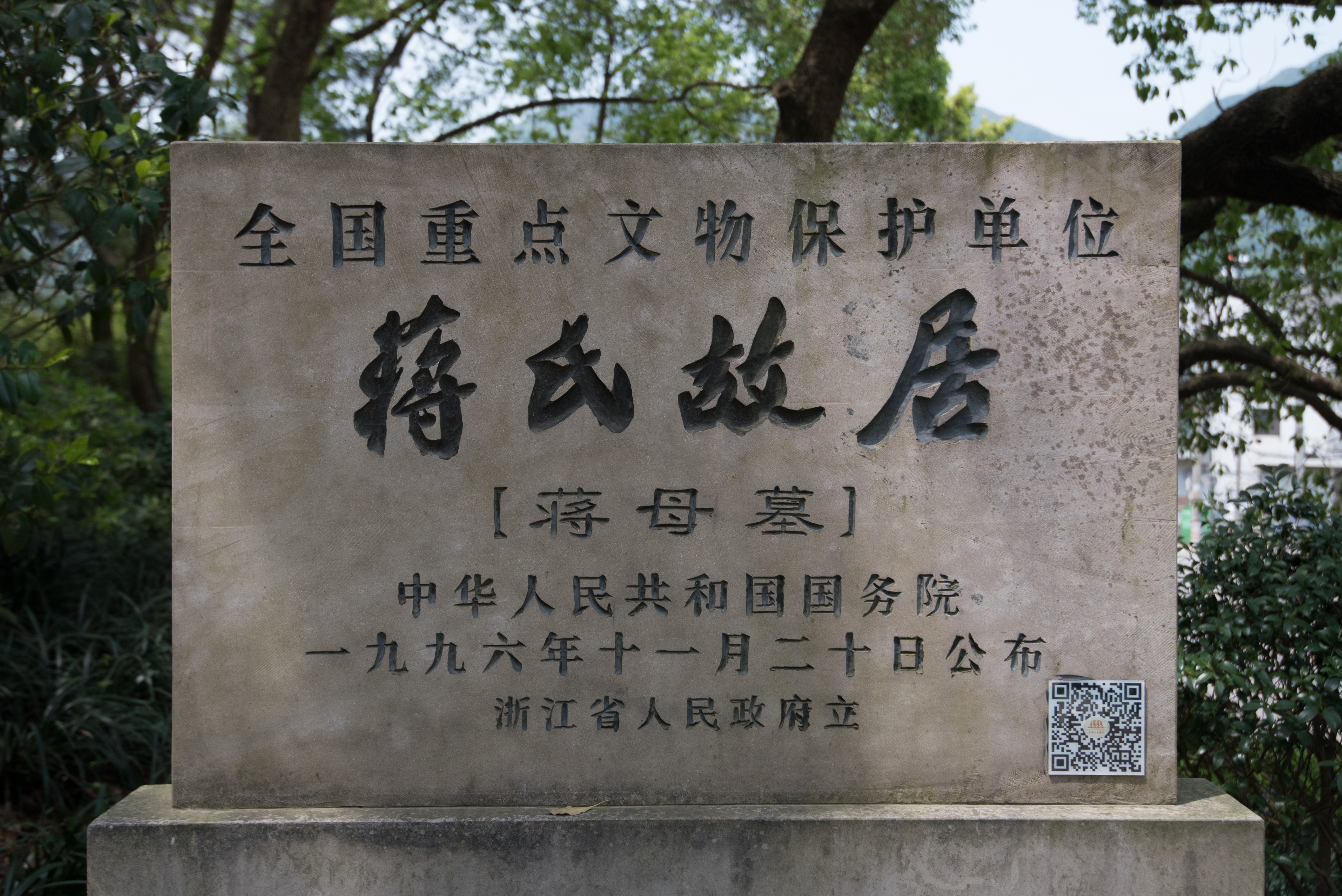
文物保护碑
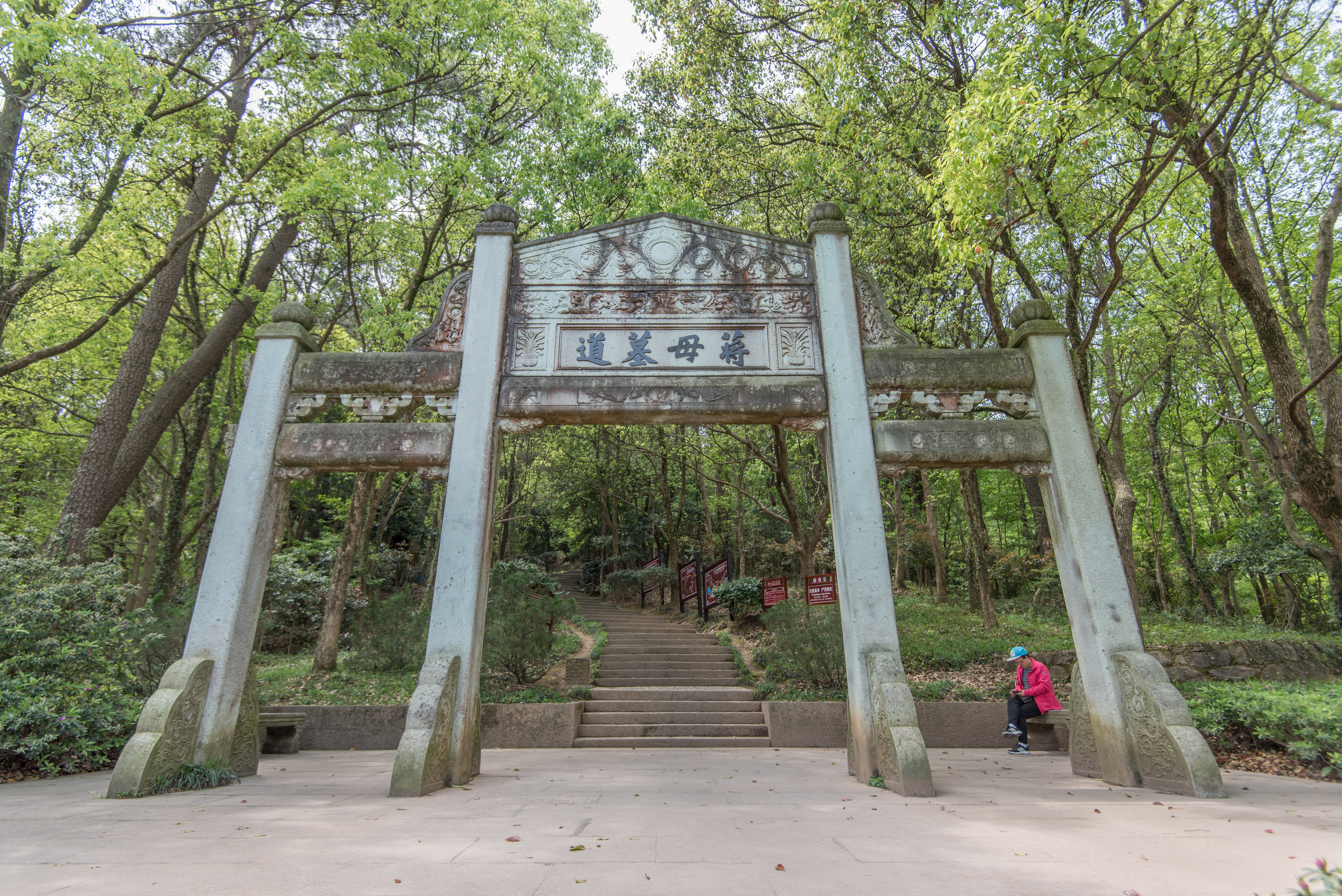
墓道坊
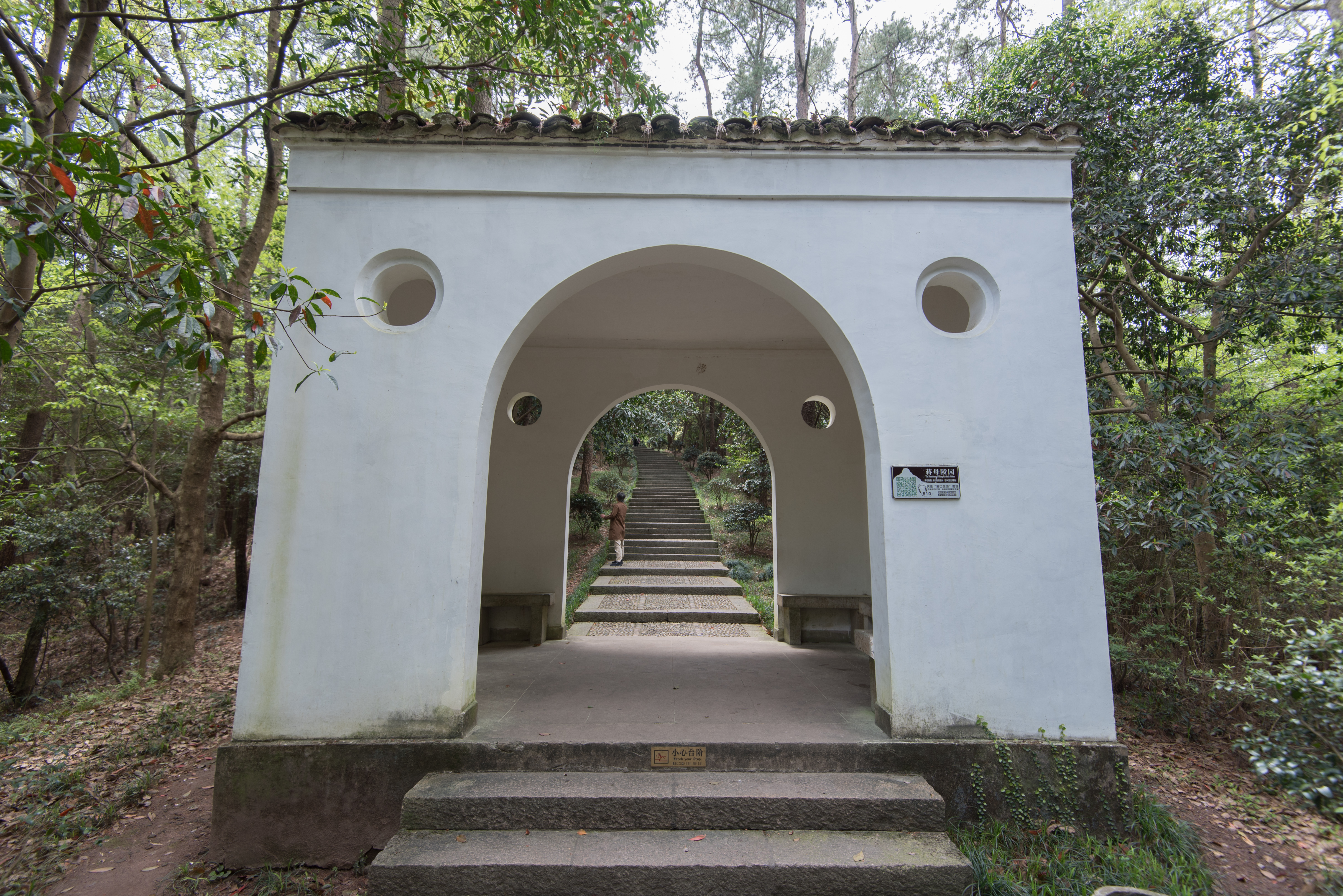
下轿亭
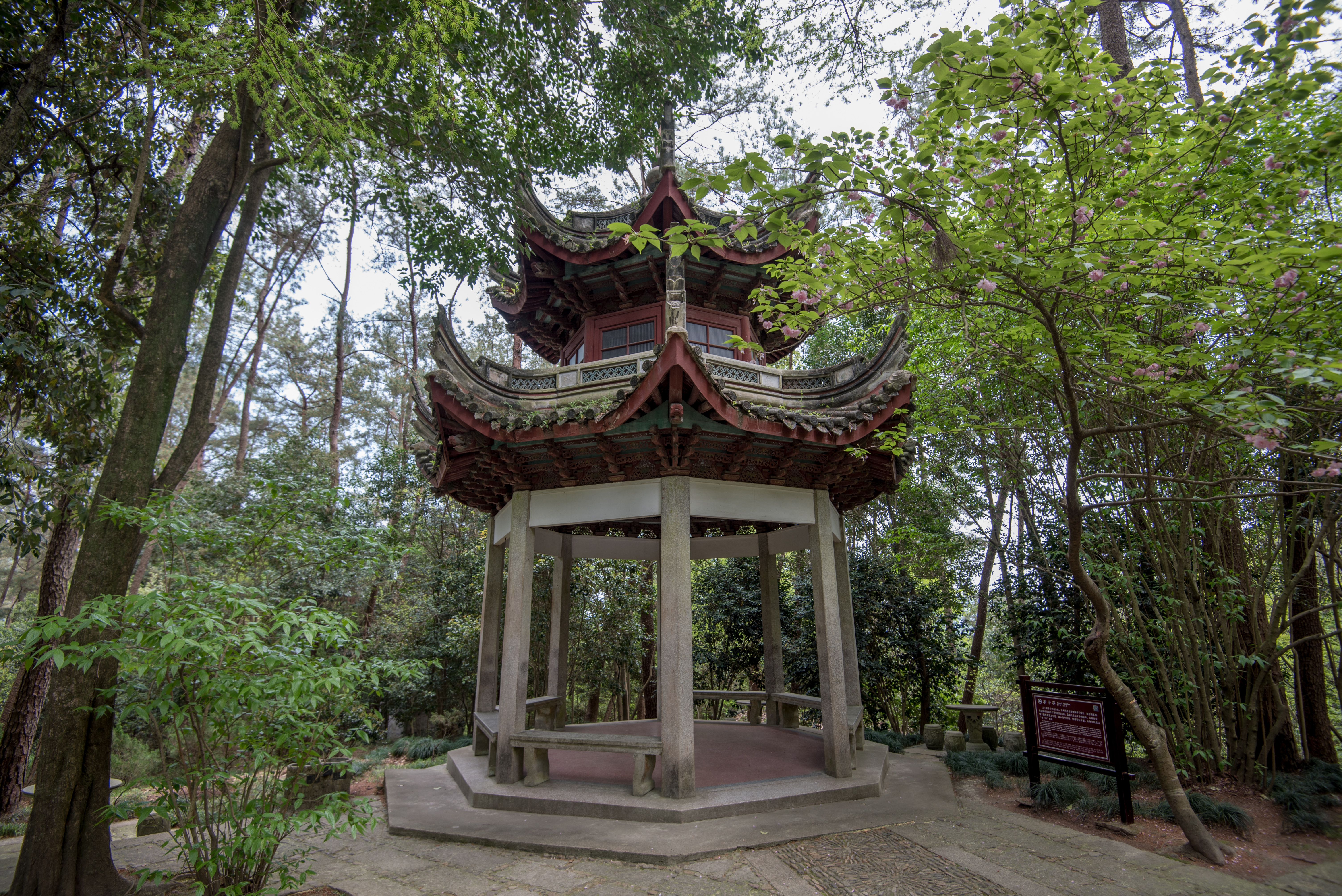
孝子亭
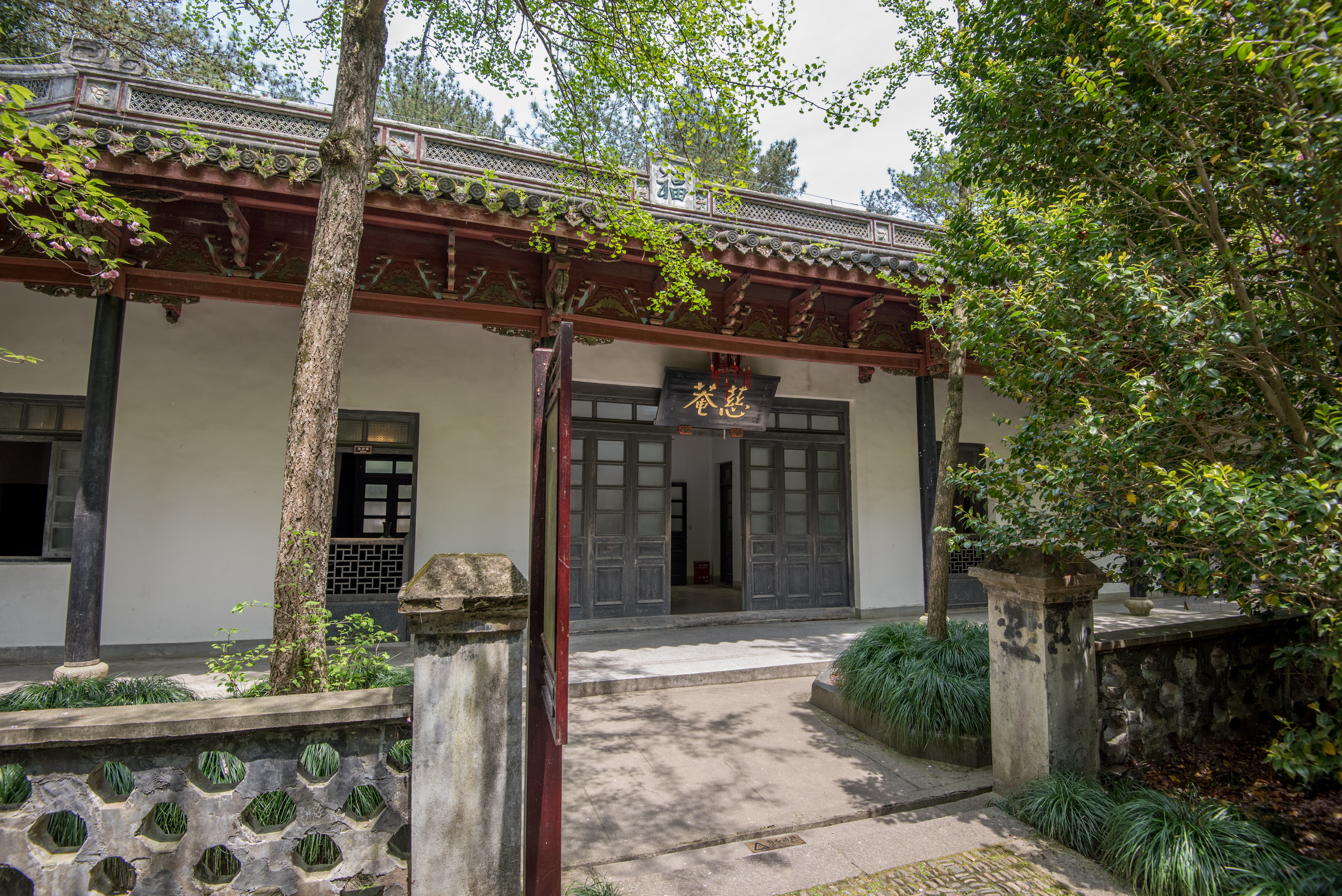
慈庵
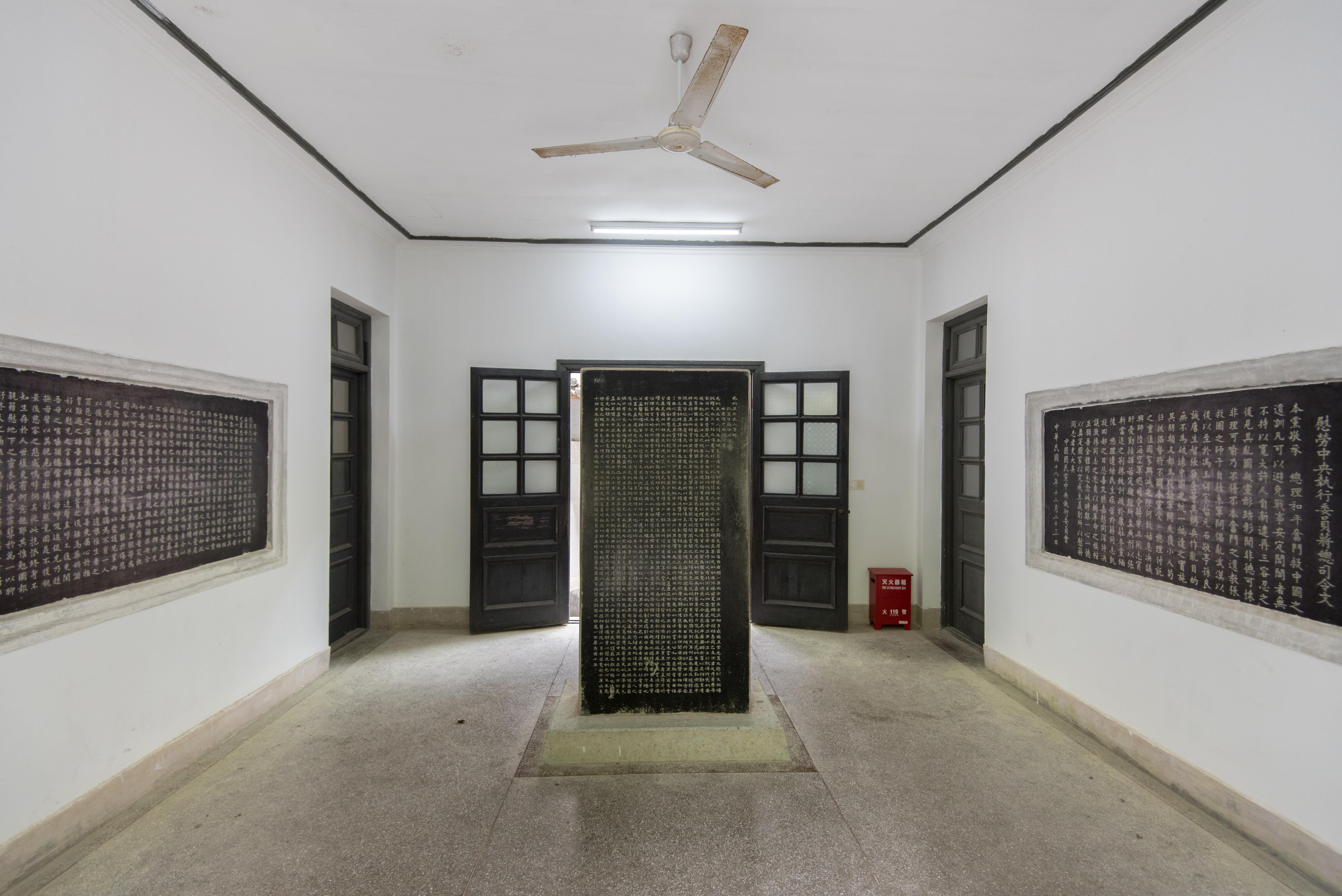
慈庵中的石刻
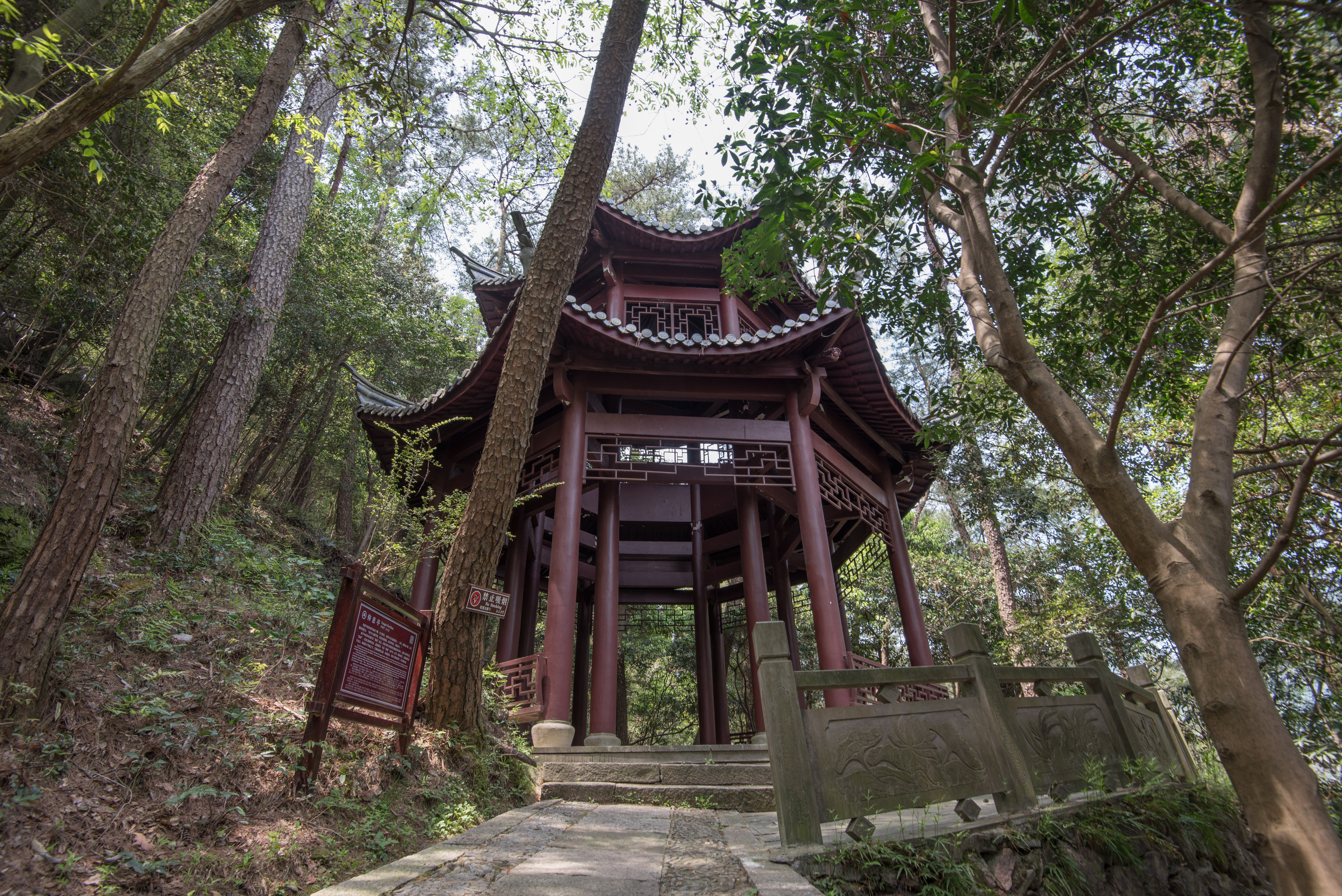
仰慈亭
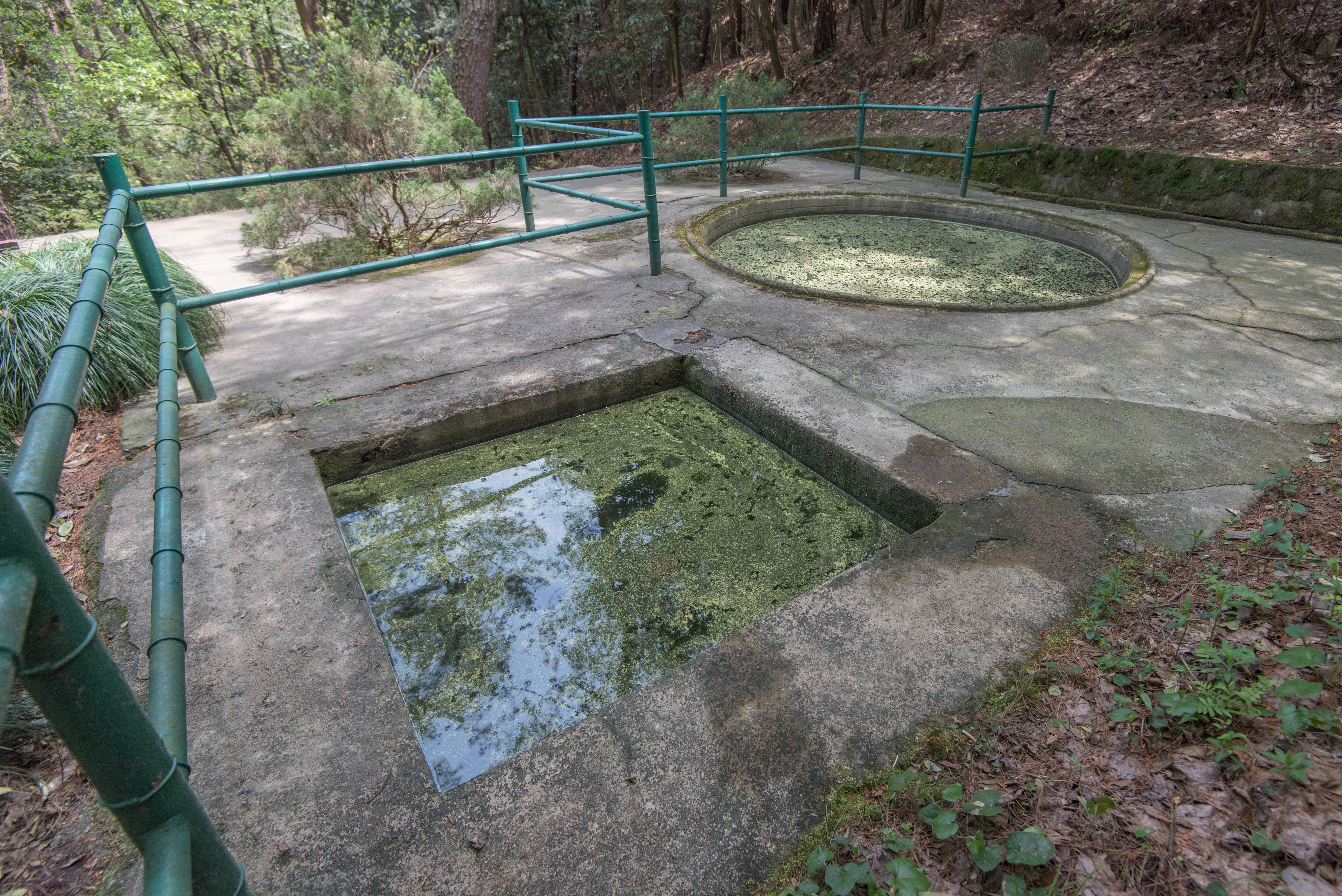
方圆池
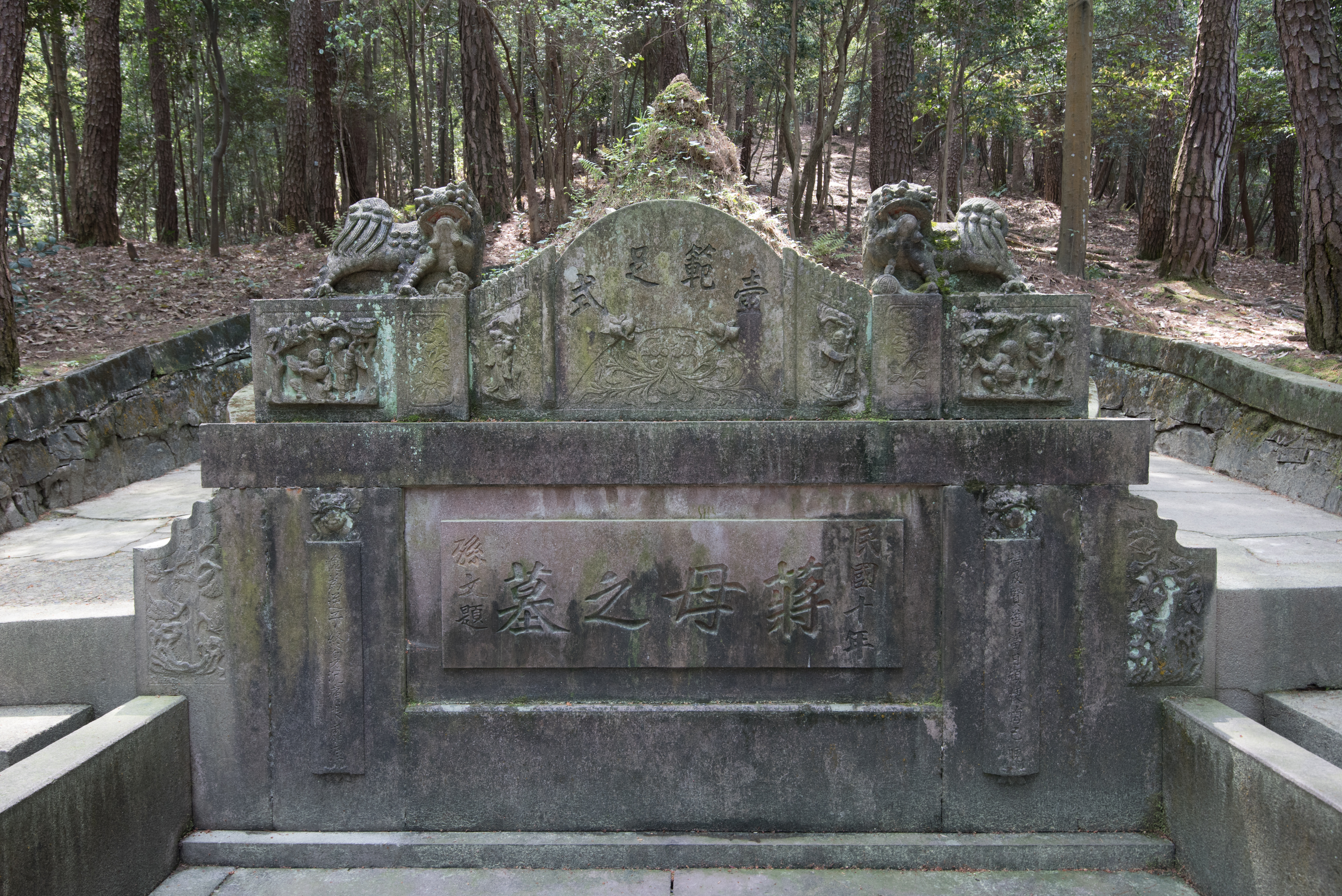
墓碑
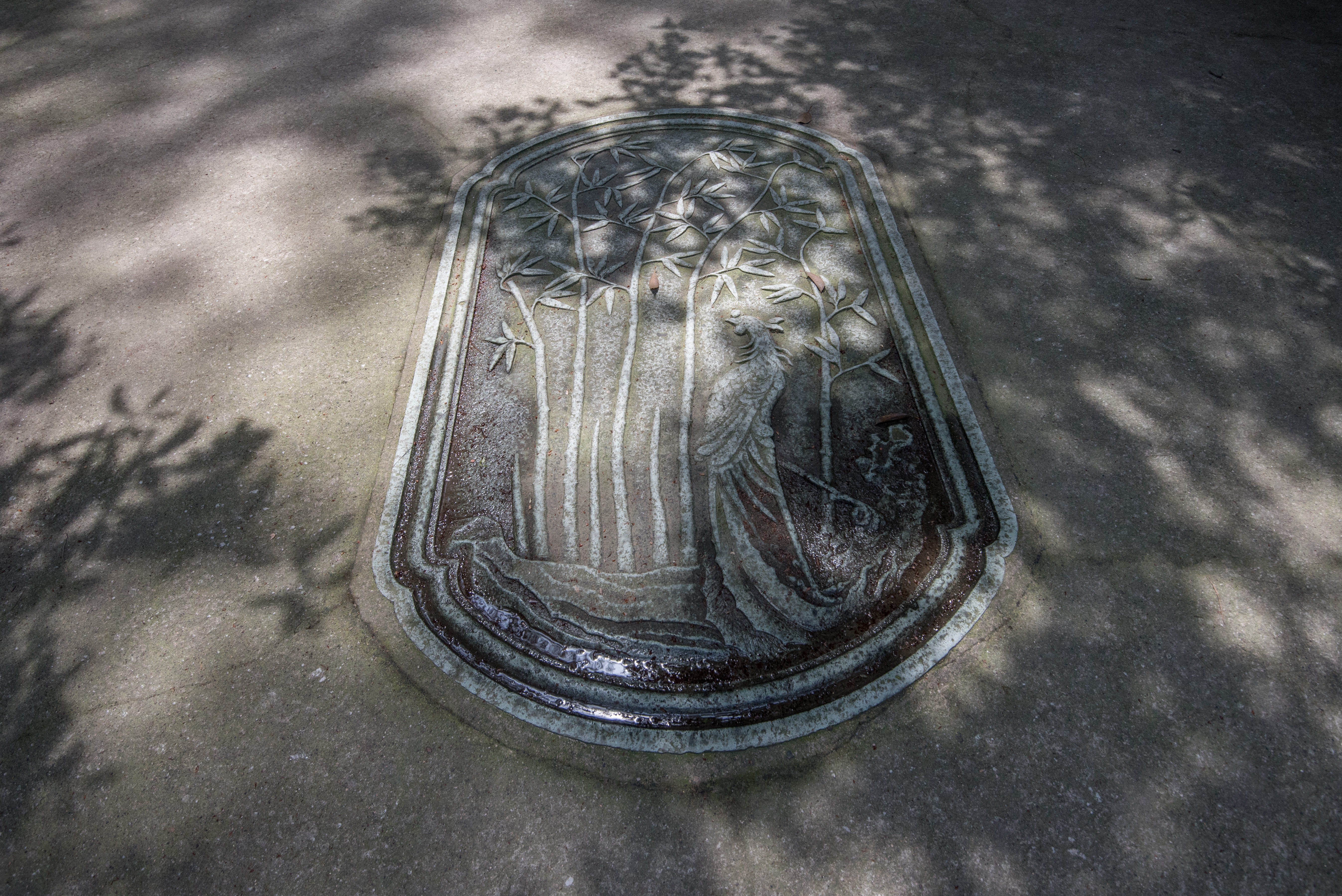
墓前浮雕